# 阿拉尔站
阿拉尔站，位于中华人民共和国新疆维吾尔自治区阿拉尔市，是阿阿铁路的火车站，于2022年1月10日正式投入运营。

## 概况
阿拉尔市地处南疆中心区域，区位优势突出。阿克苏市至阿拉尔市铁路项目在阿拉尔站的选址上，专门选择将阿拉尔客运中心游客集散中心改造为阿拉尔火车站，改造面积约8400平方米，以打造阿拉尔市综合立体交通枢纽，推动“公铁”联运。该站建成后，乘客下火车就可转乘汽车到达阿拉尔市各团场，将极大地方便旅客快速换乘。同时该站未来的开通也将结束阿拉尔市没有铁路的历史，为新疆生产建设兵团向南发展奠定了重要基础。